# ریچارد ییتس
ریچارد والدن ییتس (انگلیسی: Richard Walden Yates؛ ۳ فوریه ۱۹۲۶ – ۷ نوامبر ۱۹۹۲) نویسنده آمریکایی بود. نخستین رمان او، جادهٔ انقلابی، فینالیست جایزه ملی کتاب ۱۹۶۲ بود.